# Deon George
Deon Alonzo Wade George (Kingston, 5 ottobre 1971) è un ex cestista e allenatore di pallacanestro canadese con cittadinanza svizzera.

## Biografia
Padre dei cestisti Jamal e Kyshawn. Kyshawn è il terzo cestista svizzero ad essere scelto al Draft NBA dopo Thabo Sefolosha e Clint Capela.
Nel 1997 è stato il primo giocatore straniero a giocare con il Boncourt.

## Carriera
Con il Canada ha disputato i Campionati mondiali Under-19 del 1991.

## Palmarès
- Campionato svizzero: 1

BBC Monthey: 2004-2005
- Coppa Svizzera: 2

BBC Monthey: 2002-2003, 2005-2006
- NLB: 1

Boncourt: 1997-98